# Distretto di Güçlükonak
Il distretto di Güçlükonak (in turco Güçlükonak ilçesi) è uno dei distretti della provincia di Şırnak, in Turchia.